# 上官桀
上官 桀（じょうかん けつ、? - 紀元前80年）は、前漢の将軍。字は少叔。隴西郡上邽県の人。上官安の父。

## 略歴
若くして羽林期門郎となる。武帝が外出した際に、天蓋を上官桀に持たせたところ、風が吹いても天蓋を放さずにいたことが武帝の目に留まり、未央厩令になった。
武帝の体調が悪かったあと、未央厩令の馬を見たところ馬が痩せており、武帝が上官桀を叱責したところ、「陛下のお体が心配で馬に意識が行かなかったのです」と言って涙を見せた。武帝は之を見て忠義の士と思い、側仕えに抜擢し侍中とした。
太初元年（紀元前104年）、そのとき捜粟都尉の上官桀は、李広利の大宛遠征に従い、別働隊を率いて郁成を攻略した。
『漢書』百官公卿表によると、太初3年（紀元前102年）に捜粟都尉の上官桀が少府となったが年老いたため免じられた。しかし、この後も上官桀は引退せず活躍するため、『漢書』の注釈者顔師古は、この箇所は別人か何かの誤りだとする。
紀元前88年（後元2年）、太僕と左将軍を兼ね、霍光らと共に遺詔を受け幼い皇帝昭帝を補佐する。
昭帝の下では霍光・金日磾と共に権力を握り、霍光が休暇を取ると代わりに彼が政務を執った。即位当初北辺で不穏な動きを見せた匈奴を警戒するために兵を率いて北辺を巡行した。また、反乱者の馬通を斬った功績で安陽侯に封ぜられた。
子の上官安は霍光の娘と結婚しており、二人のあいだの娘を昭帝の姉の鄂邑公主のつてで後宮に入れ、皇后とした（上官皇后）。しかし霍光は反対しており、さらに皇后の父ということで車騎将軍になった上官安に乱行が多く、また鄂邑公主が愛人で上官桀の友人でもあった丁外人を列侯や官を与えるよう上官桀を通して要求したが霍光が反対したことなどで霍光と上官桀は対立するようになる。
紀元前80年（元鳳元年）、上官桀は昭帝の兄で帝位を窺う燕王劉旦や御史大夫桑弘羊と結んで霍光排除を狙い、霍光不在を狙って燕王の名で霍光を弾劾する上奏を裁可させようとしたが昭帝が許さずに失敗し、逆に霍光により一網打尽になり、霍光の孫でもある上官皇后以外は処刑された。